# 헨리 빌렘스
헨리 P. 빌렘스(네덜란드어: Henri P. Willems, 1899년 9월 30일 ~ ?)은 벨기에의 봅슬레이 선수로 1920년대 초에 활동했다. 그는 샤모니에서 열린 1924년 동계 올림픽의 봅슬레이 4인승 종목에 출전해서 동메달을 땄다.